# Consorzio LaMMA
Il Consorzio LaMMA, ovvero Laboratorio di monitoraggio e modellistica ambientale, è un ente fondato dalla Regione Toscana nel 1997 e dotato di personalità giuridica a partire dal 2005, a seguito dell'approvazione della L.R. n. 35 del 23 febbraio 2005.
L'ente è sorto in collaborazione con l'Istituto di biometeorologia del CNR e con la Fondazione per il clima e la sostenibilità.
La sede centrale si trova a Sesto Fiorentino presso l'Istituto di biometeorologia, mentre a livello periferico sono da annoverare due sedi: quella di Grosseto del LaMMA CRES, il Centro di ricerche sull'erosione del suolo inaugurato il 16 maggio 2003, che studia le risorse idriche e l'erosione dei suoli; quella di Livorno del LaMMA CoMMA-Med, il Centro di meteorologia marina e monitoraggio ambientale del Mediterraneo inaugurato il 9 settembre 2003 a supporto del trasporto marittimo e delle altre attività produttive marittime e delle aree costiere.
Il consorzio è specializzato in servizi di meteorologia e di climatologia, per i quali si affianca al Servizio idrologico regionale della Toscana, oltre a svolgere studi e progetti attinenti ad altre discipline scientifiche quali la geologia, la geografia (sistemi informativi GIS) e l'oceanografia.
Tra i prodotti disponibili online sul sito web ufficiale vi sono le previsioni stagionali, le osservazioni e i dati delle stazioni meteorologiche gestite dall'ente, le immagini satellitari e i modelli inizializzati su base GFS ed CEPMMT; vengono anche pubblicati i report meteorologici giornalieri e riepilogativi mensili sulle condizioni meteo-climatiche verificatesi in Toscana.